# Malmö konstmuseum
Malmö konstmuseum är ett kommunalt konstmuseum beläget i slottet Malmöhus i Malmö. Det har stora samlingar av bland annat nordisk samtidskonst.

## Samlingar
Museet har en av landets största samlingar av nordisk 1900-talskonst och har också specialsamlingar av bland andra Carl Fredrik Hill, Barbro Bäckström, Carl Fredrik Reuterswärd, Max Walter Svanberg, Torsten Andersson och Gunnar Norrman. Skånskt måleri finns rikligt representerat och den omfattande Carl Fredrik Hill-samlingen innehåller över 2.600 teckningar och 25 målningar. 
Det finns också en unik samling av rysk sekelskifteskonst, som anskaffades i anslutning till Baltiska utställningen. I den ingår målningar av Aleksandr Golovin, Kuzma Petrov-Vodkin, Aleksandr Hausch och Pavel Kutznetsov.
Grunden till museets samling av nordisk modernism lades av Herman Gotthardts donation på 700 verk samlade mellan 1914 och 1943. I donationen ingår målningar av bland andra Isaac Grünewald, Sigrid Hjertén, Hilding Linnqvist, Nils Nilsson, Vera Nilsson, Inge Schiöler, J.F. Willumsen, Oluf Høst, Vilhelm Lundstrøm, Per Krohg, Henrik Sørensen och Tyko Sallinen.
Museet övertog 2015 förvaltningen av Schyls donation från Malmö konsthall.
Malmö konstmuseum har också en stor samling konsthantverk, främst från södra Sverige. På läktaren i Skovgaardsalen finns dessutom S:t Petris orgel från Malmös äldsta kyrka.
Efter fler donationer och ett eget aktivt samlande på nordisk samtidskonst, förfogar museet idag över cirka 40 000 verk.

## Utställningar
Malmö konstmuseum arrangerar årligen ett tiotal utställningar med framförallt nordiskt fokus. Regelbundet presenteras också nyförvärven från museets samling. Från samlingarna visas ett urval i museets permanenta utställning samt i olika tillfälliga utställningar.
Den permanenta utställningen Från 1500 till Nu är uppbyggd som en vandring genom tid och rum och berättar om måleriets och möbelkonstens stilhistoria och utveckling. Där finns uppbyggda rumsinteriörer som visar konstepokerna från renässansen till postmodernismen. Till exempel finns porträtt av rokokokonstnären Alexander Roslin, Carl Fredrik Hills landskap från 1870-talet och den nordiska nutidskonsten. 
I utställningslokalen på ungefär 1000 m² högst upp i museet visas aktuella större utställningar av såväl svensk som utländsk konst. Det kan vara konsthistoriska utställningar, retrospektiva utställningar över enskilda konstnärer eller grupputställningar med olika teman.
Museet har även ett mindre utställningsrum för konstprojekt där kortare utställningar med nordisk och internationell samtidskonst visas, ofta i form av mer experimentella verk, installationer och videoprojektioner. 

## Administrativ historik
Konstsamlingarna utgjorde tidigare en del av Malmö museum, men i samband med att namnet ändrades till Malmö museer 1984 blev konstmuseet ett eget museum med egen chef och separat verksamhet, inom Malmö museer. Sedan 1999 är konstmuseet en egen enhet, utanför Malmö museer.

## Chefer
- Göran Christenson, 1987–2012[6]
- Cecilia Widenheim, 2012–2019[7][8]
- Kirse Junge-Stevnsborg 2019-

## Bildgalleri

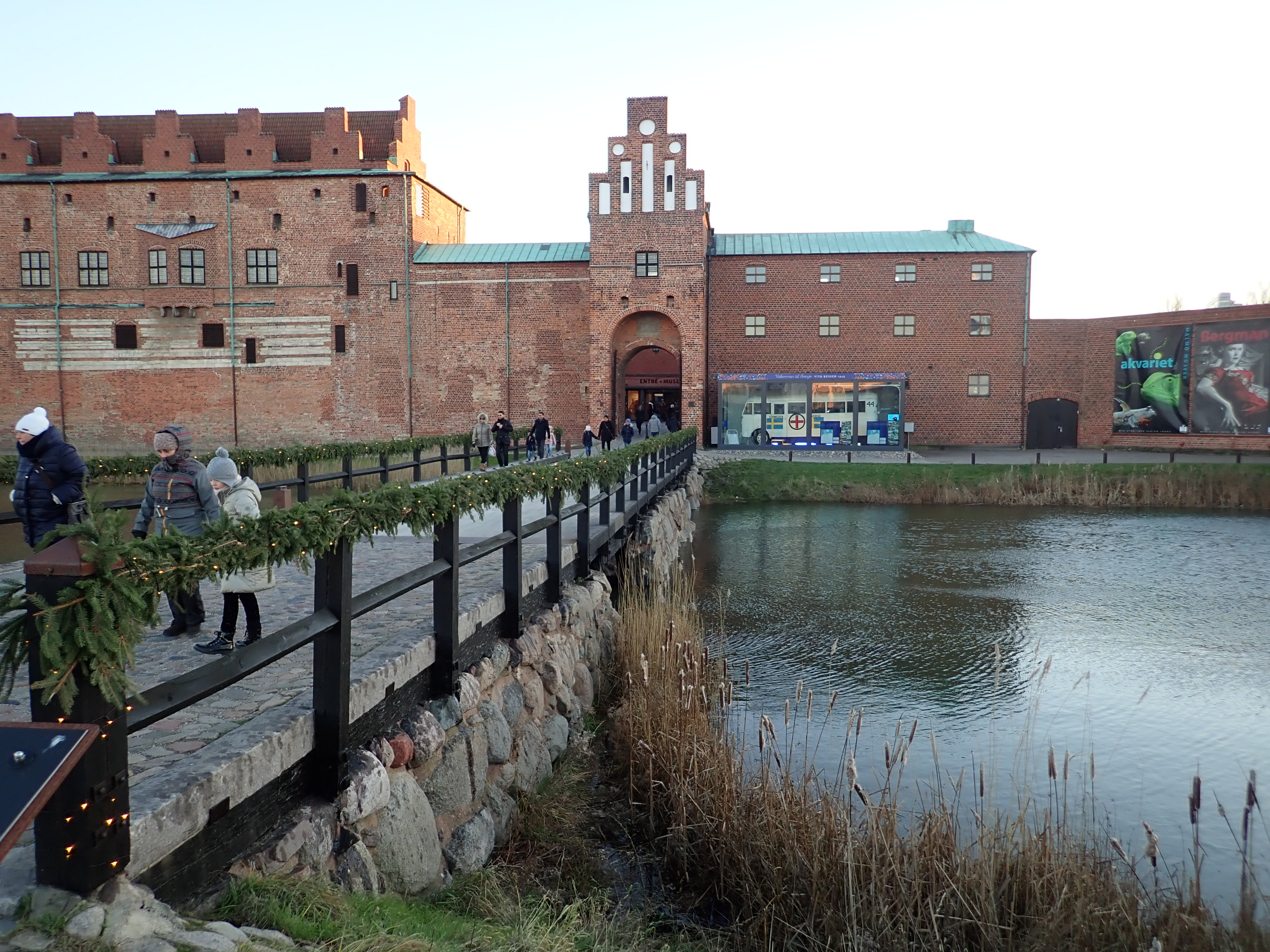
Bron mot borggården och vidare till Malmö konstmuseums entré
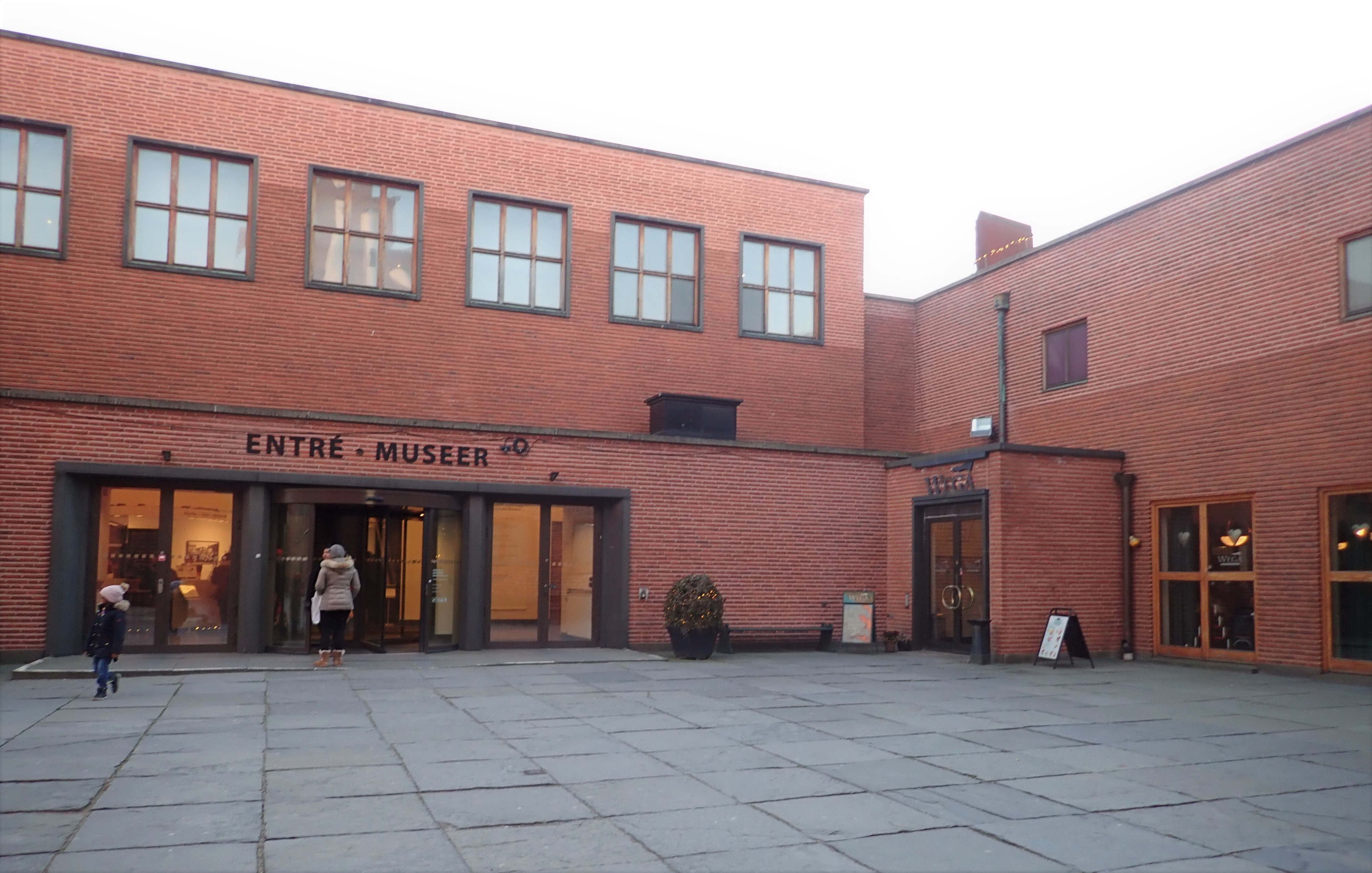
Entré till Malmö konstmuseum och Restaurang Wega från borggården
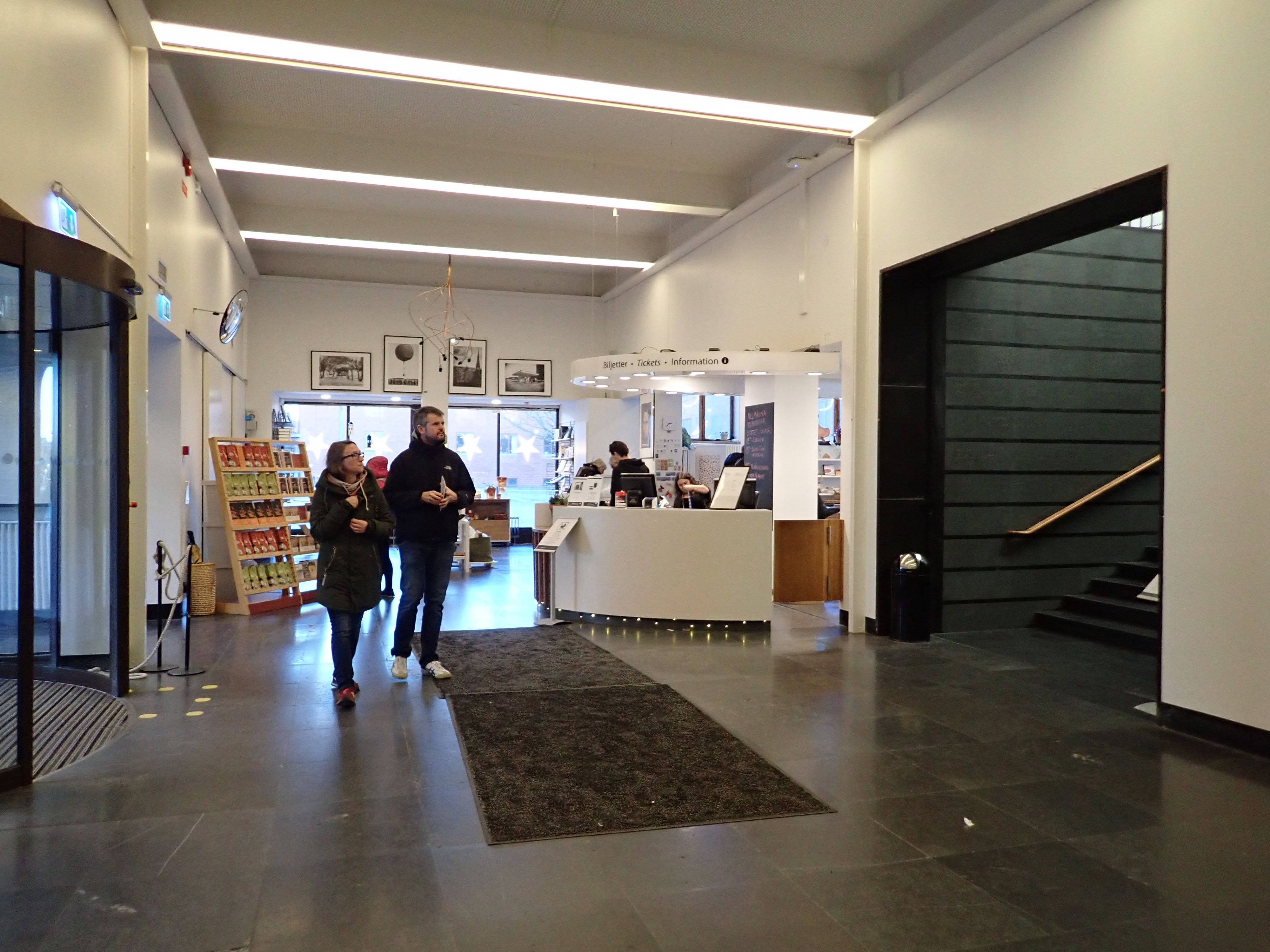
Museets foajé med en trappa upp till utställningssalarna
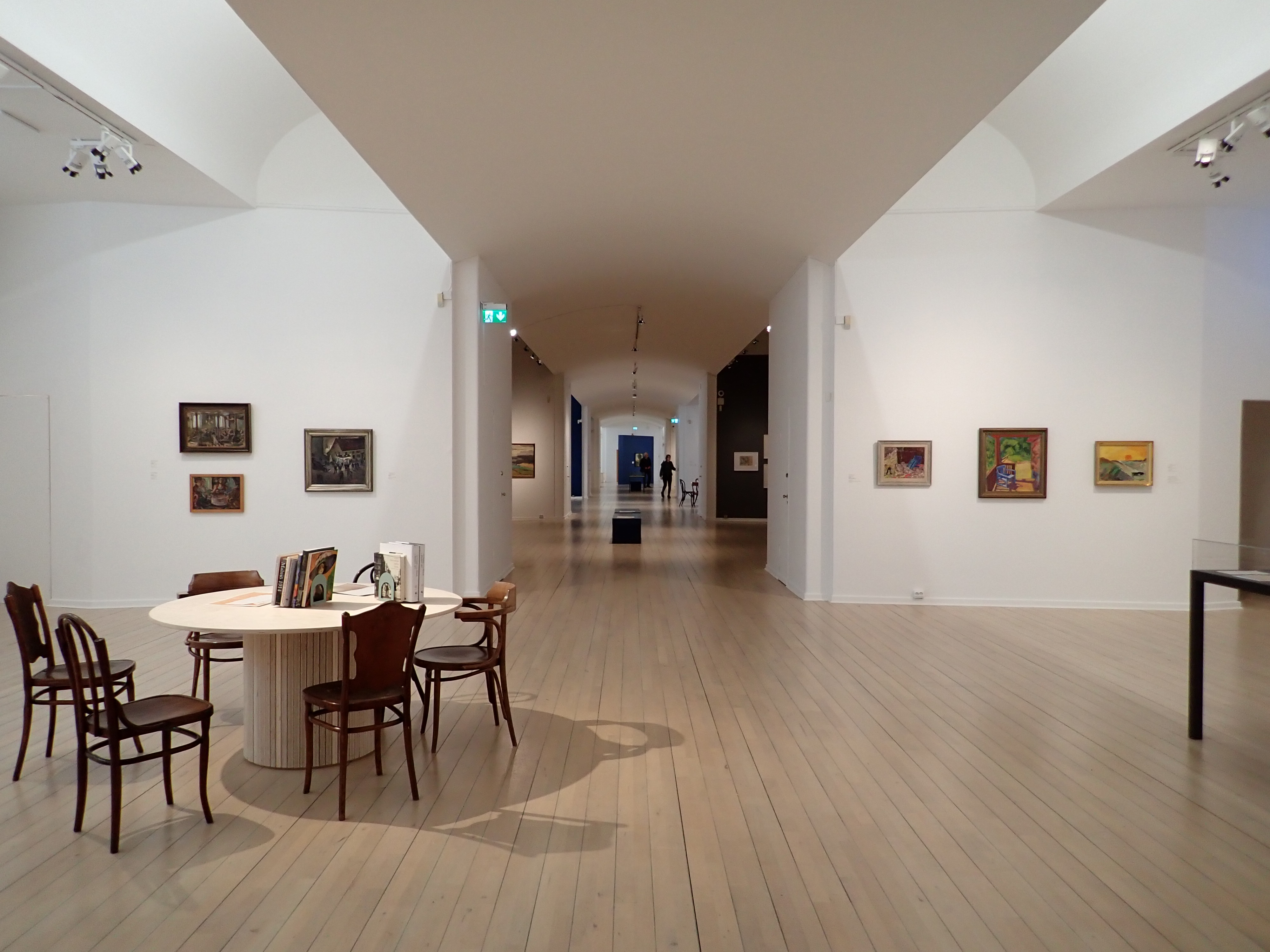
Utställningssalar på Malmö konstmuseum
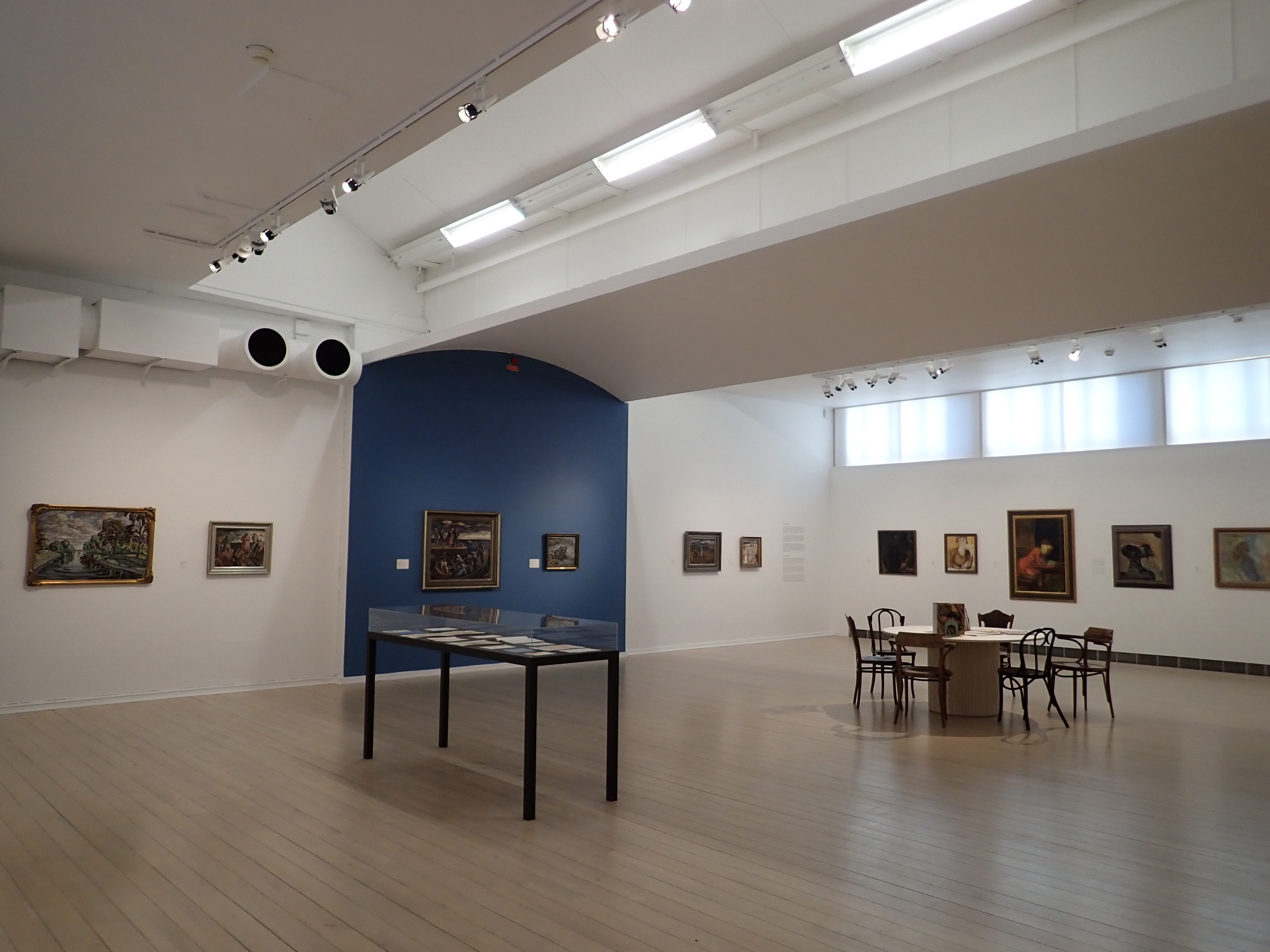
Utställningssal på Malmö konstmuseum
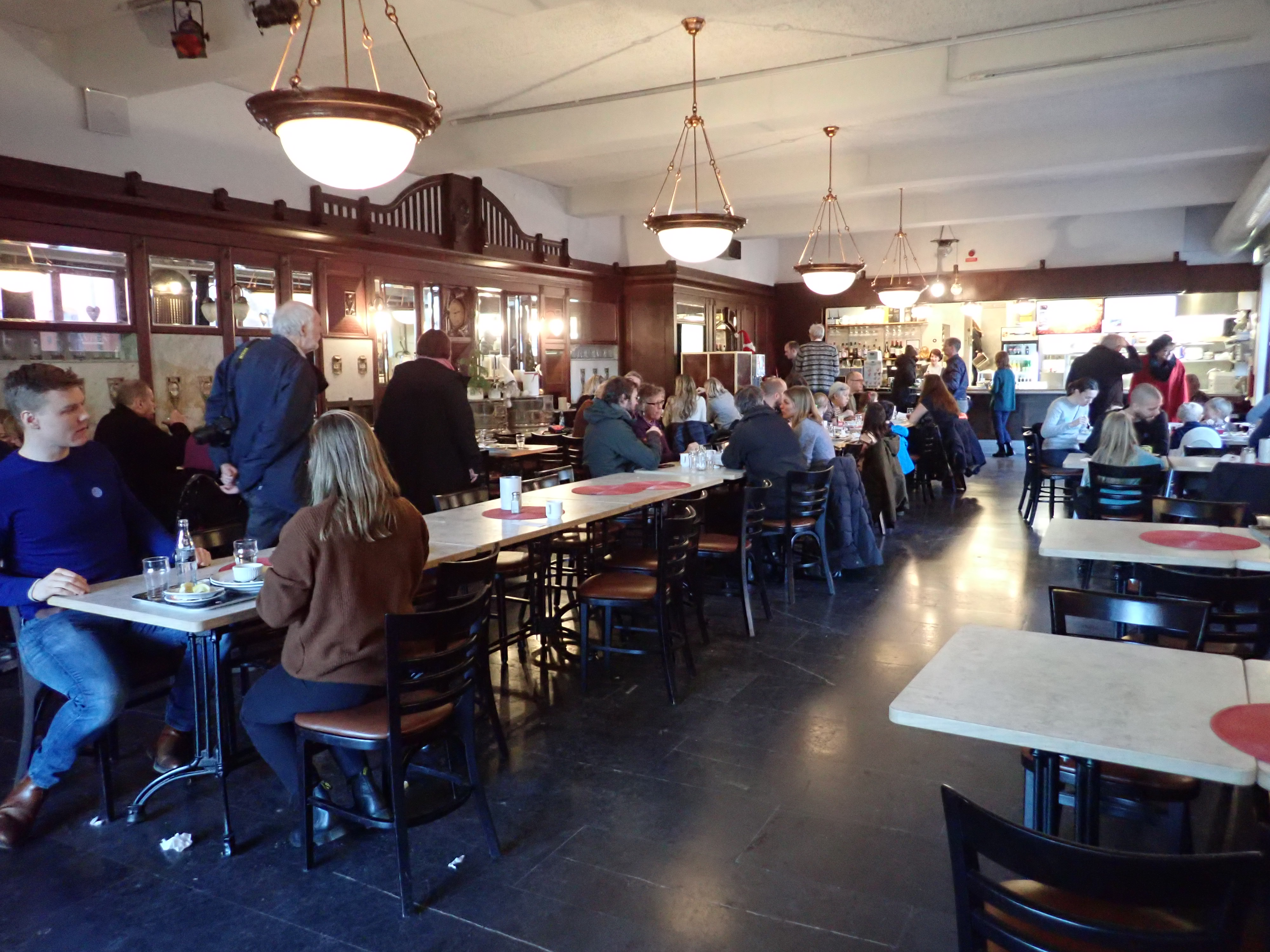
Restaurang Wega på Malmö konstmuseum
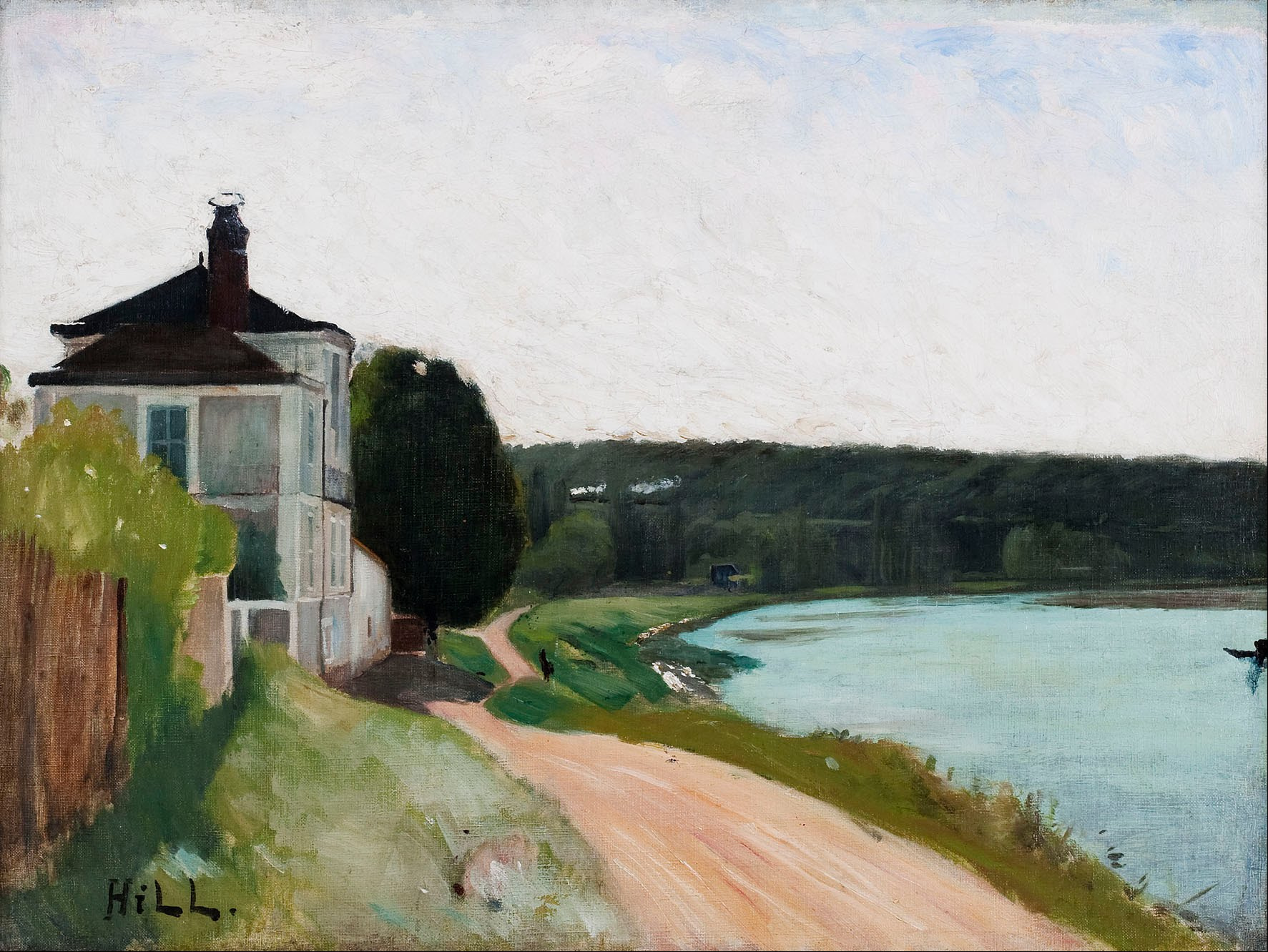
Landskapsmålning av Carl Fredrik Hill på Malmö konstmuseum

| Trappan i Malmö konstmuseum. Samma trappa är avbildad på fotot i fonden från 1945, då museet fungerade som flyktingförläggning. |  | Trappan i Malmö konstmuseum. Samma trappa är avbildad på fotot i fonden från 1945, då museet fungerade som flyktingförläggning. |
| Trappan i Malmö konstmuseum. Samma trappa är avbildad på fotot i fonden från 1945, då museet fungerade som flyktingförläggning. |  | |